# ۲۹۶ (پیش از میلاد)
۲۹۶ (پیش از میلاد) ۲۹۶مین سال قبل از تقویم میلادی است.